# Хомо новус (фильм, 2018)
«Хомо новус» (Homo Novus, с лат. — «Новый человек») — латышский фильм 2018 года, снятый режиссёром Анной Видулеей по одноимённому роману Аншлавса Эглитиса.
Фильм получил приз фестиваля «Большой Кристап» за лучшие костюмы и стал вторым по посещаемости в Латвии в 2018 году.

## Сюжет
Действие происходит в 1938 году. Фильм рассказывает о молодом художнике Юрисе Упенайсе, который приезжает в Ригу, где начинает строить свою карьеру.

## В ролях
- Игорь Шелеговский — Юрис Упенайс
- Кристина Крузе — Циемалда
- Каспарс Знотиньш — Курцумс
- Андрис Кейш — Салутаурс
- Каспарс Звигулис — Эйженс Жибейка
- Агнесе Цируле — Астрид
- Аурелия Анужите-Лауциня
- Николай Коробов — Пушмуцов
- Вилис Даудзиньш — Биценс
- Байба Брока — Зелма
- Каспарс Камбала — борец Сан Федериго де Вапорето (наст. имя Фрицис Варпиньш)
- Мартиньш Вилсонс — Извозчик